# Елізабет Мосс
Елізабет Синглтон Мосс (англ. Elisabeth Singleton Moss; 24 липня 1982, Лос-Анджелес, Каліфорнія, США) — американська акторка театру, кіно й телебачення, продюсерка. Володарка премій «Золотий глобус» (2014, 2018) й «Еммі» (2017). Найбільш відома за ролями Зої Бартлет у серіалі «Західне крило» (1999—2006), секретарки Пеггі Олсон у серіалі «Божевільні» (2007—2015) та детективки Робін Гріффін у серіалі «Вершина озера» (2013—2017). З 2017 року Мосс виконує головну роль у серіалі «Оповідь служниці», знятому за романом канадської письменниці Маргарет Етвуд.
За свої роботи на телебаченні Мосс була названа «королевою сучасного телебачення» виданням «Vulture».

## Ранні роки
Народилася й виросла в Лос-Анджелесі, Каліфорнія в родині музикантів Рона й Лінди Мосс. В Елізабет є молодший брат. Її сім'я сповідувала саєнтологію.
Спочатку Мосс хотіла стати професійною танцюристкою. У підлітковому віці вона вирушила до Нью-Йорка, щоб вступити в Школу американського балету. Пізніше вона брала уроки у відомої американської балерини Сьюзенн Фарелл у Центрі виконавських мистецтв імені Джона Кеннеді у Вашингтоні, округ Колумбія. Мосс продовжувала займатися танцями й у юності, проте захоплення акторською професією виявилося сильнішим. Елізабет почала акторську кар'єру в ранньому віці, тому їй довелося кинути школу й перейти на домашнє навчання; вона склала всі шкільні іспити в 1999 році у 16 років.

## Кар'єра

### 1990—2004: початок кар'єри
У 1990 році Елізабет Мосс отримала першу роль у мінісеріалі американського телеканалу NBC «Лакі / Шанси».
З 1992 по 1995 роки Мосс з'явилася в семи епізодах серіалу «Застава фехтувальників» у ролі Синтії Паркс. 1992 року озвучила головну героїню мультиплікаційного фільму «Повернення Фрості» на ім'я Голлі ДеКарло, а в 1993 році — героїню мультфільму «Одного разу в лісі» на ім'я Мішель. Також у 1993 році Мосс отримала роль у телефільмі «Циганка», а в 1994 році зіграла молодшу дочку героя Гарві Кейтеля у фільмі «Шляхетний аферист». 1995 року з'явилася в рімейку фільму 1975 «Втеча на Відьмину гору», знятого «Walt Disney Pictures», і зіграла роль маленької Ешлі Джадд у телевізійному драматичному байопіку «Наомі і Вайнона: Любов може побудувати міст». Того ж року Мосс виконала другорядну роль у детективі «Окрема життя» з Джеймсом Белуші і Ліндою Гамільтон і з'явилася в чорній комедії «Остання вечеря». 1996 року Мосс озвучила персонажів мультсеріалу «Фріказоід!» телевізійного мультиплікаційного фільму «Це весняне тренування, Чарлі Браун».
З 1999 по 2006 роки Елізабет Мосс грала роль Зої Бартлет, дочки героїв Мартіна Шина й Стокард Ченнінг, у драматичному телесеріалі про життя Білого дому «Західне крило». Героїня Мосс мала центральне значення в четвертому сезоні шоу. У ретроспективному огляді серіалу, опублікованому в журналі «The Atlantic», зазначалося, що шоуранер «Західного крила» Аарон Соркін «зробив героїню Мосс центральним елементом вибухового фіналу четвертого сезону, в якому стався найбожевільніший кліфгенгер з усіх можливих. У цій серії Зої дуже жорстоко обійшлася зі своїм французьким бойфрендом, але акторська гра Мосс завжди змушувала глядачів симпатизувати її героїні й переживати за неї, навіть коли сюжет серіалу вимагав зворотного».
У 1999 році Елізабет Мосс втілила пацієнтку психіатричної клініки у фільмі Джеймса Менголда «Перерване життя» з Вайноною Райдер і Анджеліною Джолі в головних ролях, а також отримала невелику роль у драмі «Де завгодно, тільки не тут». Того ж року Мосс зіграла дочку жінки, яка страждає від шопоголізму, у фільмі «Доктор Мамфорд».
У 2003 році Елізабет Мосс отримала роль у гостросюжетному вестерні Рона Говарда «Останній рейд». 2004 року знялася в драмі «Серце Америки» і ще в трьох фільмах. Того ж року виконала головну роль у фільмі «Незаймана», за яку була номінована на премію «Незалежний дух» за кращу жіночу роль, але поступилася Шарліз Терон, яка зігралаа Ейлін Ворнос у фільмі «Монстр».

### 2005—2014: «Божевільні» та інші ролі
У 2005—2006 роках Елізабет Мосс з'явилася в п'яти епізодах науково-фантастичного серіалу «Навала», а у 2007 році знялася в епізоді «Моя улюблена помилка» третього сезону серіалу «Анатомія Грей» й епізоді серіалу «Медіум» з Патрісією Аркетт у головній ролі. 2007 року Мосс також отримала роль першого плану у фільмі жахів Мері Ламберт «Горище» і взяла участь у зніманні незалежного фільму «День Зеро».
У 2007 році Елізабет Мосс пройшла кастинг на роль секретарки Пеггі Олсон у драматичному серіалі телеканалу AMC «Божевільні». За час знімання у ньому з 2007 по 2015 роки Мосс п'ять разів номінувалася на премію «Еммі» за кращу жіночу роль у драматичному телесеріалі й один раз на премію «Еммі» за кращу жіночу роль другого плану в драматичному телесеріалі. Згадуючи про проходження кастингу в серіал, Мосс розповідала: «Коли я прийшла на прослуховування, всі навколо говорили тільки про два пілотні сценарії нових телесеріалів; сценарій „Божевільних“ був одним з них».
Паралельно зі зніманням в «Божевільні», Елізабет Мосс у жовтні 2008 року дебютувала на Бродвеї, зігравши роль Карен у п'єсі Девід Мемет «ворушіться», поставленої на честь 20-річчя від дня її прем'єри. 2009 року Мосс зіграла помічницю героїні Сари Джессіки Паркер в комедії «Подружжя Морган в бігах», а у 2010 році знялася у фільмі «Втеча з Вегаса» з Джоною Гіллом у головній ролі.
Елізабет Мосс дебютувала на Вест Енді в ролі Марти Доби в п'єсі Ліліан Геллман «Дитячий час», прем'єра якої відбулася в лондонському «Театрі комедії» 22 січня 2011 року. 2012 року Мосс зіграла роль Галатеї Дункель в екранізації роману Джека Керуака «В дорозі».
У 2013 році Елізабетт Мосс виконала головну роль детективки Робін Гріффін у британо-австралійському серіалі «Вершина озера», створеному володаркою премії «Оскар» Джейн Кемпіон. За цю роботу Мосс отримала премії «Золотий глобус» 2014 року за кращу жіночу роль у мінісеріалі або телефільмі й «Вибір телевізійних критиків» 2013 року в номінації «Краща жіноча роль у фільмі або міні-серіалі»; також у 2013 році Елізабет Мосс була номінована на премію «Еммі» за кращу жіночу роль у міні-серіалі або фільмі, але програла Лорі Лінні за її роль в серіалі «Ця страшна буква "Р"». 2014 року Мосс знялася у фільмі незалежного режисера Алекса Росса Перрі «Послухай, Філіп».

### 2015—нині: кіно, телебачення, театр
У вересні 2014 року було оголошено, що Елізабет Мосс буде грати головну роль у бродвейській постановці «Хроніки з життя Гайді». Прем'єра п'єси відбулася 19 березня 2015 року. Попри позитивні відгуки критиків, «Хроніки з життя Хайді» закрилися 3 травня 2015 року через низький попит на квитки. За роль Гайді Голланд Мосс була номінована на премію «Тоні» 2015 року за кращу жіночу роль у п'єсі, але поступилася Гелен Міррен, яка зіграла Єлизавету II в п'єсі «Аудієнція».
Після завершення серіалу «Божевільні» у 2015 році, Елізабет Мосс знову повернулася до співпраці з незалежним режисером Алексом Россом Перрі й разом з Кетрін Вотерстон і Патріком Фьюджітом отримала одну з головних ролей у його психологічному трилері «Королева Землі». Також у 2015 році Мосс зіграла другорядну роль у науково-фантастичній драмі «Висотка» з Томом Гіддлстоном і Сієною Міллер у головних ролях.
У 2016 році Елізабет Мосс знялася в байопіку про життя боксера Чака Вепнера під назвою «Чак» з Левом Шрайбером у головній ролі. 2017 року отримала роль у байопіку «Бісить бути нормальним», що розповідає про життя й роботу шотландського психіатра Рональда Девіда Лейнга, і знялася у фільмі «Чайка», заснованому на однойменній п'єсі А. П. Чехова.
У 2017 році Мосс почала грати головну роль у серіалі сервісу Hulu «Оповідь служниці»; за цю роботу вона отримала визнання критики, у 2018 році — здобула премію «Золотий глобус» за кращу жіночу роль у драматичному телевізійному серіалі.
На 70-му Каннському кінофестивалі, що проходив у травні 2017 року, відбулася прем'єра другого сезону серіалу «Вершина озера», що складається з шести епізодів. У цьому сезоні, дія якого відбувалися в Сіднеї, Елізабет Мосс повернулася до ролі детективки Робін Гріффін.

## Особисте життя
У жовтні 2008 року Елізабет Мосс познайомилася з актором телешоу «Суботнього вечора в прямому ефірі» Фредом Армісеном. У січні 2009 року вони побралися, а 25 жовтня 2009 року пара одружилася в Лонг-Айленд-Сіті, районі Нью-Йорка. У червні 2010 року Елізабет і Фред розірвали стосунки, а у вересні того ж року Мосс подала на розлучення, що офіційно набуло чинності 13 травня 2011 року.
Мосс продовжує залишатися послідовницею саєнтології, а також називає себе феміністкою.

## Фільмографія

### Фільми
| Рік  |    | Українська назва                  | Оригінальна назва               | Роль                                |
| ---- | -- | --------------------------------- | ------------------------------- | ----------------------------------- |
| 1991 | ф  | Командо з передмістя              | Suburban Commando               | маленька дівчина                    |
| 1993 | мф | Якось у лісі                      | Once Upon a Forest              | Мішель (озвучення)                  |
| 1994 | ф  |                                   | Imaginary Crimes                | Грета Вайлер                        |
| 1995 | ф  | Окреме життя                      | Separate Lives                  | Ронні Беквіт                        |
| 1995 | ф  | Остання вечеря                    | The Last Supper                 | Дженні Тайлер                       |
| 1997 | ф  | Тисяча гектарів                   | A Thousand Acres                | Лінда                               |
| 1998 | кф |                                   | Angelmaker                      | маленька Теркотт                    |
| 1999 | ф  |                                   | The Joyriders                   | Джоді                               |
| 1999 | ф  | Мамфорд                           | Mumford                         | Кеті Броккет                        |
| 1999 | ф  | Де завгодно, але не тут           | Anywhere but Here               | Рейчел                              |
| 1999 | ф  | Перерване життя                   | Girl, Interrupted               | Поллі Кларк                         |
| 2002 | ф  |                                   | West of Here                    | Чарлі                               |
| 2002 | ф  | Серце Америки                     | Heart of America                | Робін Волтерс                       |
| 2003 | ф  |                                   | Temptation                      | Морган                              |
| 2003 | ф  | Незаймана                         | Virgin                          | Джессі Рейнольдс                    |
| 2003 | ф  | Останній рейд                     | The Missing                     | маленька дівчина                    |
| 2005 | ф  |                                   | Bittersweet Place               | Полі Шаффер                         |
| 2007 | ф  | Горище                            | The Attic                       | Емма Каллен                         |
| 2007 | кф |                                   | They Never Found Her            | Анна                                |
| 2007 | ф  |                                   | Day Zero                        | Патрісія                            |
| 2007 | кф |                                   | Honored                         | Кеті                                |
| 2008 | ф  |                                   | El camino                       | Лілі                                |
| 2008 | ф  |                                   | New Orleans, Mon Amour          | Гайд                                |
| 2009 | ф  | Куди поділися Моргани?            | Did You Hear About the Morgans? | Джекі Дрейк                         |
| 2010 | ф  |                                   | A Buddy Story                   | Сьюзен                              |
| 2010 | ф  | Зірковий ескорт                   | Get Him to the Greek            | Дафна Бінкс                         |
| 2011 | мф | Зелений ліхтар: Смарагдові лицарі | Green Lantern: Emerald Knights  | Арісія Раб (озвучення)              |
| 2012 | ф  |                                   | Smoking/Non-Smoking             | Діана Вілан                         |
| 2012 | ф  |                                   | Darling Companion               | Грейс Вінтер                        |
| 2012 | ф  | На дорозі                         | On the Road                     | Галатея Дункель                     |
| 2014 | ф  |                                   | Listen Up Philip                | Ешлі                                |
| 2014 | ф  | Той, кого я кохаю                 | The One I Love                  | Софі                                |
| 2015 | ф  | Королева Землі                    | Queen of Earth                  | Кетрін Г'юітт                       |
| 2015 | ф  | Лугова країна                     | Meadowland                      | Шеннон                              |
| 2015 | ф  | Правда                            | Truth                           | Люсі Скотт                          |
| 2015 | ф  | Висотка                           | High-Rise                       | Гелен Вайлдер                       |
| 2016 | ф  |                                   | The Free World                  | Доріс Лемб                          |
| 2016 | ф  | Чак                               | Chuck                           | Філліс Вепнер                       |
| 2017 | ф  |                                   | Mad to Be Normal                | Енджі Вуд                           |
| 2017 | ф  | Квадрат                           | The Square                      | Анне                                |
| 2018 | ф  | Чайка                             | The Seagull                     | Маша                                |
| 2018 | ф  | Старий з пістолетом               | The Old Man & the Gun           | Дороті                              |
| 2018 | ф  | Її запах                          | Her Smell                       | Беккі                               |
| 2019 | ф  | Світло мого життя                 | Light of My Life                | мама                                |
| 2019 | ф  | Ми                                | Us                              | Кітті Тайлер/Далія                  |
| 2019 | ф  | Королеви криміналу                | The Kitchen                     | Клер Волш                           |
| 2020 | ф  | Ширлі                             | Shirley                         | Ширлі Джексон                       |
| 2020 | ф  | Людина-невидимка                  | The Invisible Man               | Сесілія Касс                        |
| 2021 | ф  | Французький вісник                | The French Dispatch             | штатний автор «The French Dispatch» |
| 2023 | ф  | Наступний гол — переможний        | Next Goal Wins                  | Гейл                                |
|      | ф  |                                   | Francis and the Godfather       | Елеанор Коппола                     |

### Телебачення
| Рік       |    | Українська назва                  | Оригінальна назва            | Роль                                                |
| --------- | -- | --------------------------------- | ---------------------------- | --------------------------------------------------- |
| 1992—1995 | с  | Застава фехтувальників            | Picket Fences                | Синтія Паркс (7 епізодів)                           |
| 1993      | мс | Бетмен                            | Batman: The Animated Series  | Кіммі Вентрікс (озвучення, Епізод: "See No Evil")   |
| 1993      | мс | Пустотливі анімашки               | Animaniacs                   | Катріна (озвучення, Епізод: "Puttin' on the Blitz") |
| 1995      | тф | Втеча на Відьмину гору            | Escape to Witch Mountain     | Енн                                                 |
| 1999—2006 | с  | Західне крило                     | The West Wing                | Зої Бартлет (25 епізодів)                           |
| 2003      | с  | Практика                          | The Practice                 | Джессіка Палмер (Епізод: "Rape Shield")             |
| 2005      | с  | Закон і порядок: Суд присяжних    | Law & Order: Trial by Jury   | Кеті Невінс (Епізод: "Baby Boom")                   |
| 2005—2006 | с  | Вторгнення                        | Invasion                     | Крістіна (5 епізодів)                               |
| 2006      | с  | Закон і порядок: Злочинні наміри  | Law & Order: Criminal Intent | Ніна Роджерсон (Епізод: "My Favorite Mistake")      |
| 2007      | с  | Анатомія Грей                     | Grey's Anatomy               | Ребекка Колемар (Епізод: "The Good")                |
| 2007      | с  | Медіум                            | Medium                       | Хейлі Хеффернан (Епізод: "No One to Watch Over Me") |
| 2007      | с  | Та, що говорить з привидами       | Ghost Whisperer              | Ніккі Дрейк (Епізод: "Unhappy Medium")              |
| 2007—2015 | с  | Божевільні                        | Mad Men                      | Пеґґі Олсон (88 епізодів)                           |
| 2008      | с  | Втілення страху                   | Fear Itself                  | Денні Баннерман (Епізод: "Eater")                   |
| 2008      | с  | Суботнього вечора в прямому ефірі | Saturday Night Live          | Пеґґі Олсон (Епізод: "Jon Hamm / Coldplay")         |
| 2013—2017 | с  | Вершина озера                     | Top of the Lake              | Робін Гріффін (13 епізодів)                         |
| 2013      | мс | Сімпсони                          | The Simpsons                 | Ґретхен (озвучення, Епізод: "Labor Pains")          |
| 2017—2025 | с  | Оповідь служниці                  | Handmaid's Tale              | Джун Озборн / Фредова / Джозефова (57 епізодів)     |
| 2022      | с  | Сяючі дівчата                     | Shining Girls                | Кірбі Мазрачі / Шерон Лідс (8 епізодів)             |
| 2024      | с  |                                   | The Veil                     | Імоджен Солтер (6 епізодів)                         |

## Нагороди та номінації
| Нагорода                               | Рік  | Категорія                                                     | Робота                  | Результат |
| -------------------------------------- | ---- | ------------------------------------------------------------- | ----------------------- | --------- |
| Золотий глобус                         | 2011 | Найкраща жіноча роль у телесеріалі — драма                    | Божевільні              | Номінація |
| Золотий глобус                         | 2014 | Найкраща жіноча роль у мінісеріалі або телефільмі             | Вершина озера           | Перемога  |
| Золотий глобус                         | 2018 | Найкраща жіноча роль у телесеріалі — драма                    | Оповідь служниці        | Перемога  |
| Золотий глобус                         | 2019 | Найкраща жіноча роль у телесеріалі — драма                    | Оповідь служниці        | Номінація |
| Золотий глобус                         | 2022 | Найкраща жіноча роль у телесеріалі — драма                    | Оповідь служниці        | Номінація |
| BAFTA TV Awards                        | 2019 | Найкращий міжнародний серіал                                  | Оповідь служниці        | Номінація |
| Еммі                                   | 2009 | Найкраща жіноча роль у драматичному телесеріалі               | Божевільні              | Номінація |
| Еммі                                   | 2010 | Найкраща жіноча роль другого плану в драматичному телесеріалі | Божевільні              | Номінація |
| Еммі                                   | 2011 | Найкраща жіноча роль другого плану в драматичному телесеріалі | Божевільні              | Номінація |
| Еммі                                   | 2012 | Найкраща жіноча роль другого плану в драматичному телесеріалі | Божевільні              | Номінація |
| Еммі                                   | 2013 | Найкраща жіноча роль у мінісеріалі або телефільмі             | Вершина озера           | Номінація |
| Еммі                                   | 2013 | Найкраща жіноча роль у драматичному телесеріалі               | Божевільні              | Номінація |
| Еммі                                   | 2015 | Найкраща жіноча роль у драматичному телесеріалі               | Божевільні              | Номінація |
| Еммі                                   | 2017 | Найкращий драматичний телесеріал (як продюсерка)              | Оповідь служниці        | Перемога  |
| Еммі                                   | 2017 | Найкраща жіноча роль у драматичному телесеріалі               | Оповідь служниці        | Перемога  |
| Еммі                                   | 2018 | Найкращий драматичний телесеріал (як продюсерка)              | Оповідь служниці        | Номінація |
| Еммі                                   | 2018 | Найкраща жіноча роль у драматичному телесеріалі               | Оповідь служниці        | Номінація |
| Еммі                                   | 2020 | Найкращий драматичний телесеріал (як продюсерка)              | Оповідь служниці        | Номінація |
| Еммі                                   | 2021 | Найкращий драматичний телесеріал (як продюсерка)              | Оповідь служниці        | Номінація |
| Еммі                                   | 2021 | Найкраща жіноча роль у драматичному телесеріалі               | Оповідь служниці        | Номінація |
| Еммі                                   | 2023 | Найкраща жіноча роль у драматичному телесеріалі               | Оповідь служниці        | Номінація |
| Премія Гільдії кіноакторів США         | 2008 | Найкращий акторський склад у драматичному серіалі             | Божевільні              | Номінація |
| Премія Гільдії кіноакторів США         | 2009 | Найкраща жіноча роль у драматичному серіалі                   | Божевільні              | Номінація |
| Премія Гільдії кіноакторів США         | 2009 | Найкращий акторський склад у драматичному серіалі             | Божевільні              | Перемога  |
| Премія Гільдії кіноакторів США         | 2010 | Найкращий акторський склад у драматичному серіалі             | Божевільні              | Перемога  |
| Премія Гільдії кіноакторів США         | 2011 | Найкраща жіноча роль у драматичному серіалі                   | Божевільні              | Номінація |
| Премія Гільдії кіноакторів США         | 2011 | Найкращий акторський склад у драматичному серіалі             | Божевільні              | Номінація |
| Премія Гільдії кіноакторів США         | 2013 | Найкращий акторський склад у драматичному серіалі             | Божевільні              | Номінація |
| Премія Гільдії кіноакторів США         | 2014 | Найкраща жіноча роль у мінісеріалі або серіалі                | Вершина озера           | Номінація |
| Премія Гільдії кіноакторів США         | 2016 | Найкращий акторський склад у драматичному серіалі             | Божевільні              | Номінація |
| Премія Гільдії кіноакторів США         | 2018 | Найкраща жіноча роль у драматичному серіалі                   | Оповідь служниці        | Номінація |
| Премія Гільдії кіноакторів США         | 2018 | Найкращий акторський склад у драматичному серіалі             | Оповідь служниці        | Номінація |
| Премія Гільдії кіноакторів США         | 2019 | Найкращий акторський склад у драматичному серіалі             | Оповідь служниці        | Номінація |
| Премія Гільдії кіноакторів США         | 2019 | Найкраща жіноча роль у драматичному серіалі                   | Оповідь служниці        | Номінація |
| Премія Гільдії кіноакторів США         | 2020 | Найкраща жіноча роль у драматичному серіалі                   | Оповідь служниці        | Номінація |
| Премія Гільдії кіноакторів США         | 2020 | Найкращий акторський склад у драматичному серіалі             | Оповідь служниці        | Номінація |
| Премія Гільдії кіноакторів США         | 2022 | Найкращий акторський склад у драматичному серіалі             | Оповідь служниці        | Номінація |
| Премія Гільдії кіноакторів США         | 2022 | Найкраща жіноча роль у драматичному серіалі                   | Оповідь служниці        | Номінація |
| Супутник                               | 2009 | Найкраща жіноча роль у драматичному серіалі                   | Божевільні              | Номінація |
| Супутник                               | 2010 | Найкраща жіноча роль у драматичному серіалі                   | Божевільні              | Номінація |
| Супутник                               | 2014 | Найкраща жіноча роль у мінісеріалі або телефільмі             | Вершина озера           | Перемога  |
| Супутник                               | 2018 | Найкраща жіноча роль у мінісеріалі або телефільмі             | Вершина озера: Китаянка | Номінація |
| Супутник                               | 2018 | Найкраща жіноча роль у драматичному серіалі                   | Оповідь служниці        | Перемога  |
| Супутник                               | 2019 | Найкраща жіноча роль у драматичному серіалі                   | Оповідь служниці        | Номінація |
| Супутник                               | 2022 | Найкраща жіноча роль у драматичному серіалі                   | Оповідь служниці        | Номінація |
| Супутник                               | 2023 | Найкраща жіноча роль у драматичному серіалі                   | Оповідь служниці        | Перемога  |
| Вибір телевізійних критиків            | 2011 | Найкраща жіноча роль у драматичному телесеріалі               | Божевільні              | Номінація |
| Вибір телевізійних критиків            | 2012 | Найкраща жіноча роль у драматичному телесеріалі               | Божевільні              | Номінація |
| Вибір телевізійних критиків            | 2013 | Найкраща жіноча роль у драматичному телесеріалі               | Божевільні              | Номінація |
| Вибір телевізійних критиків            | 2013 | Найкраща жіноча роль у мінісеріалі або телефільмі             | Вершина озера           | Перемога  |
| Вибір телевізійних критиків            | 2018 | Найкраща жіноча роль у драматичному телесеріалі               | Оповідь служниці        | Перемога  |
| Вибір телевізійних критиків            | 2019 | Найкраща жіноча роль у драматичному телесеріалі               | Оповідь служниці        | Номінація |
| Critics' Choice Super Awards           | 2021 | Найкраща акторка у фільмі жахів                               | Людина-невидимка        | Перемога  |
| Премія Асоціації телевізійних критиків | 2017 | Індивідуальні досягнення в драмі                              | Оповідь служниці        | Номінація |
| Премія Асоціації телевізійних критиків | 2018 | Індивідуальні досягнення в драмі                              | Оповідь служниці        | Номінація |
| Незалежний дух                         | 2004 | Найкраща жіноча роль                                          | Незаймана               | Номінація |
| Незалежний дух                         | 2020 | Найкраща жіноча роль                                          | Її запах                | Номінація |
| Сатурн                                 | 2021 | Найкраща кіноакторка                                          | Людина-невидимка        | Перемога  |
| MTV Movie & TV Awards                  | 2019 | Найкращий актор або акторка в серіалі                         | Оповідь служниці        | Перемога  |
| MTV Movie & TV Awards                  | 2021 | Найбільш лякаюча сцена                                        | Людина-невидимка        | Номінація |
| Тоні                                   | 2015 | Найкраща жіноча роль у виставі                                | Хроніки Гейді           | Номінація |